# Antopil (obwód żytomierski)
Antopil (ukr. Антопіль) – wieś na Ukrainie, w obwodzie żytomierskim, w rejonie berdyczowskim, w hromadzie Andruszówka. W 2023 roku liczyła 380 mieszkańców.